# Be My Wife (film)
Be My Wife è un cortometraggio muto del 1919 diretto da Hal Roach. Di genere comico, ha come interpreti Harold Lloyd, Snub Pollard e Bebe Daniels.

## Trama
Harold e il suo capo iniziano, sul posto di lavoro, una vivace rivalità amorosa, causa l'arrivo in ufficio, di una nuova stenografa.